# Terytorium Papui i Nowej Gwinei
Terytorium Papui i Nowej Gwinei – terytorium powiernicze Organizacji Narodów Zjednoczonych w Nowej Gwinei, administrowane przez Australię od 6 listopada 1949 roku.
Terytorium zostało utworzone w wyniku połączenia australijskiego terytorium mandatowego w Nowej Gwinei (Nowa Gwinea Australijska) z kolonią Papua.
16 września 1975 roku terytorium uzyskało niepodległość jako Papua-Nowa Gwinea.

## Lista szefów administracji Terytorium

### Z tytułem administratora
- 1945–1952: Jack Keith Murray
- 1952–1966: Donald Cleland
- 1966–1970: David Osborne Hay
- 1970–1973: Leslie Wilson Johnson

### Z tytułem wysokiego komisarza
- 1973–1974: Leslie Wilson Johnson
- 1974–1975: Thomas Kingston Critchley